# Наравара
Наравара (*бірм. နရာဝရး, 1650  —27 лютого 1673) — 11-й володар імперії Таунгу у 1672—1673 роках.

## Життєпис
Походив з Другої династії Таунгу. Син П'єміна, намісника П'ї. Народився 1650 року. 1661 року його батька став правителем держави. 1665 року Наравару було оголошено спадкоємцем трону. Про його діяльність відомо замало. У квітні 1672 року після смерті батька успадкував владу, але вже у лютому 1673 року раптово помер. Трон спадкував його стриєчний брат Міньєчавдін.